# Нови Чеган
Нови Чеган (грч. Νέος Άγιος Αθανάσιος, Неос Агиос Атанасиос) је насељено место у општини Воден у периферији Средишња Македонија, Грчка. Према попису из 2021. године било је 449 становника.
Нови Чеган је изграђено осамдесетих година 20. века, на око четири километара од Чегана, где је принудно пресељен већи број његових житеља. На попису из 1991. село је имало 342 становника.